# Mark on the Mic
Mark on the Mic è un album live di Money Mark, pubblicato in Giappone nell'agosto 1998, per poi essere diffuso anche in Europa nel mese di dicembre.

## Tracce
1. Insect (Are All Around Us) - (3:14)
2. All the People - (3:20)
3. Maybe I'm Dead - (3:22)
4. Push the Button (con Kid Koala) - (4:20)
5. Pinto's New Car - (3:37)
6. Rock in the Rain - (4:05)
7. Tomorrow Will Be Like Today - (5:01)
8. Cry - (4:12)
9. Hand in Your Head - (4:09)
10. Sometimes You Gotta Make It on Your Own - (3:09)

## Curiosità
- Il disco, diversamente da quanto avvenuto nel Sol Levante, è stato pubblicato in Europa con il titolo Mark's on the Mic, con l'aggiunta quindi del genitivo sassone.